# Désoxyribonucléase
La désoxyribonucléase (ou ADNase ou DNAse) est une enzyme clivant les acides désoxyribonucléiques en nucléotides ou polynucléotides. Elle hydrolyse les liaisons phosphodiester.
Prenons le cas de la DNase I : cette endonucléase réalise une coupure de type a, de préférence sur les bases pyrimidiques.
En présence d'ions manganèse (Mn2+), elle coupe les deux brins en bouts francs ; avec des ions magnésium (Mg2+) elle coupe un brin en petits fragments.
Coupure de type a en bouts francs
```
5'-----'
3'-OH
    +    
P-5
-----3'
3'-----'
5'-P
         
HO-3
-----5'
```

La réaction catalysée est la suivante :
```
ADN + H
2
O → nucléotides et/ou polynucléotides
```

Chez les bactéries, on distingue deux types de DNAses : 
- Les désoxyribonucléases thermolabiles ;
- Les désoxyribonucléases thermostables, ou thermonucléases.

## Bactériologie
De nombreuses bactéries possèdent une ou plusieurs enzymes capables d'hydrolyser l'ADN. La mise en évidence de l'enzyme se fait sur les géloses à l'ADN.
Par exemple :
- Chez les Staphylococcus, la mise en évidence d'une thermonucléase suffit à l'identification de l'espèce Staphylococcus aureus. De plus chez cette espèce, La DNAse sécrétée est capable d'hydrolyser des acides ribonuléiques (elle possède une activité RNAse).
- Chez les Enterobacteriaceae TDA négatives, seules les souches appartenant au genre Serratia sécrètent une DNAse.

### Applications pratiques
En bactériologie, la recherche de la DNAse est un critère important dans l'identification de nombreux genres et espèces : Streptococcus ß-hémolytiques, Moraxella, Pseudomonas aeruginosa, Brevundimonas diminua, Stenotrophomonas maltophilia, Vibrio, Aeromonas, Bacillus, 
Micrococcus etc.